# Colheita

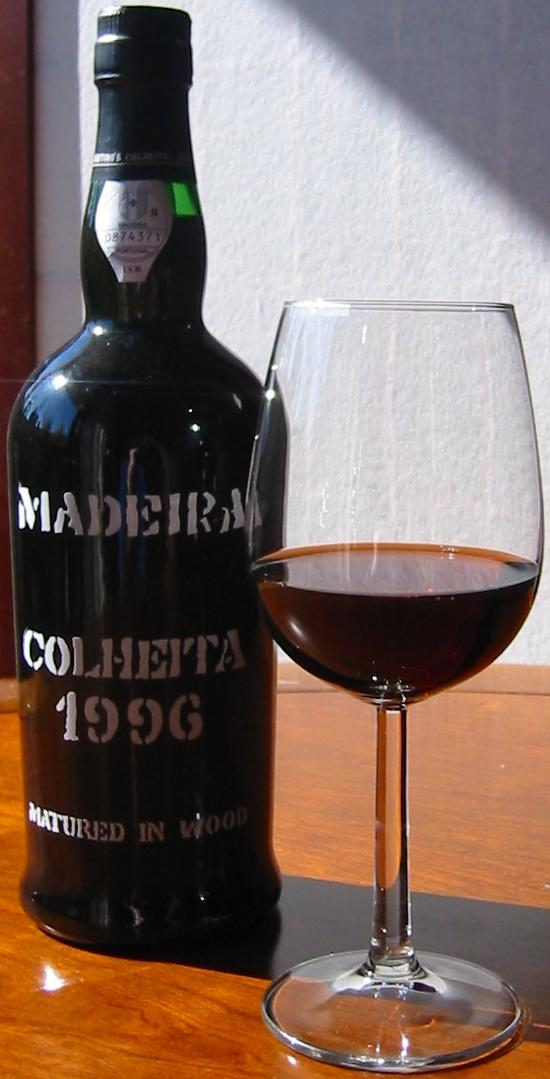
Typischer Madeira-Colheita

Der Begriff Colheita beschreibt einen Typ von Portwein oder vereinzelt auch Madeira-Wein, der mindestens sieben Jahre im Holzfass gereift ist und der aus den Trauben eines einzigen Jahrganges besteht, welcher auf dem Etikett angegeben ist. Hiermit liegt ein Colheita zwischen einem „Vintage“ (ein Jahrgang, aber in der Flasche gereift) und einem „Old Tawny“ (im Holzfass gereift, aber Verschnitt verschiedener Jahrgänge).
Colheita ist portugiesisch und bedeutet wörtlich „Ernte“, auf Wein bezogen „Weinlese“, im weiteren Sinne [Wein]-„Jahrgang“.
Colheitas erfreuen sich zunehmender Beliebtheit und immer mehr Portwein- und Madeirahäuser nehmen diesen Typ in ihr Sortiment auf. Es gibt aber auch Häuser, bei denen Colheitas seit vielen Jahrzehnten als Tradition gepflegt werden (z. B. Kopke, Niepoort und Barros).